# Liga de Fútbol Profesional Boliviano 2014/2015
Liga de Fútbol Profesional Boliviano 2014/2015 var den 38:e säsongen av den bolivianska högstadivisionen i fotboll. Mästerskapet kvalificerade lag till Copa Sudamericana 2016 och Copa Libertadores 2016.

## Kvalificering för internationella turneringar
- Copa Libertadores 2016 (tre platser)
  - Vinnare av Torneo Apertura & Clausura: Bolívar
  - Bäst placerade valbara lag i den sammanlagda tabellen: The Strongest
  - Näst bäst placerade valbara lag i den sammanlagda tabellen: Oriente Petrolero
- Copa Sudamericana 2016 (fyra platser)
  - Vinnare av Torneo Apertura & Clausura: Bolívar
  - Bästa valbara laget i den sammanlagda tabellen: Jorge Wilstermann
  - Bästa valbara laget i den sammanlagda tabellen: Blooming
  - Bästa valbara laget i den sammanlagda tabellen: Real Potosí

## Poängtabeller
| Nr | Lag                    | S  | V  | O  | F  | GM | IM | MS  | P  |
| -- | ---------------------- | -- | -- | -- | -- | -- | -- | --- | -- |
| 1  | Bolívar                | 22 | 14 | 4  | 4  | 52 | 23 | +29 | 46 |
| 2  | Oriente Petrolero      | 22 | 13 | 3  | 6  | 33 | 18 | +15 | 42 |
| 3  | The Strongest          | 22 | 11 | 4  | 7  | 39 | 26 | +13 | 37 |
| 4  | Jorge Wilstermann      | 22 | 9  | 7  | 6  | 30 | 25 | +5  | 34 |
| 5  | San José               | 22 | 11 | 1  | 10 | 34 | 33 | +1  | 34 |
| 6  | Blooming               | 22 | 8  | 7  | 7  | 29 | 30 | −1  | 31 |
| 7  | Real Potosí            | 22 | 8  | 6  | 8  | 23 | 28 | −5  | 30 |
| 8  | Universitario de Sucre | 22 | 9  | 2  | 11 | 26 | 35 | −9  | 29 |
| 9  | Nacional Potosí        | 22 | 7  | 5  | 10 | 29 | 32 | −3  | 26 |
| 10 | Petrolero              | 22 | 7  | 5  | 10 | 27 | 41 | −14 | 26 |
| 11 | Sport Boys             | 22 | 3  | 11 | 8  | 21 | 28 | −7  | 20 |
| 12 | Universitario de Pando | 22 | 3  | 3  | 16 | 18 | 42 | −24 | 12 |

| Nr | Lag                    | S  | V  | O  | F  | GM | IM | MS  | P  |
| -- | ---------------------- | -- | -- | -- | -- | -- | -- | --- | -- |
| 1  | Bolívar                | 22 | 14 | 4  | 4  | 44 | 22 | +22 | 46 |
| 2  | The Strongest          | 22 | 12 | 6  | 4  | 48 | 28 | +20 | 42 |
| 3  | Jorge Wilstermann      | 22 | 10 | 9  | 3  | 23 | 15 | +8  | 39 |
| 4  | Blooming               | 22 | 9  | 8  | 5  | 32 | 22 | +10 | 35 |
| 5  | Oriente Petrolero      | 22 | 9  | 7  | 6  | 39 | 25 | +14 | 34 |
| 6  | Real Potosí            | 22 | 10 | 3  | 9  | 30 | 23 | +7  | 33 |
| 7  | San José               | 22 | 7  | 6  | 9  | 33 | 29 | +4  | 27 |
| 8  | Petrolero              | 22 | 5  | 11 | 6  | 21 | 25 | −4  | 26 |
| 9  | Universitario de Sucre | 22 | 7  | 3  | 12 | 27 | 36 | −9  | 24 |
| 10 | Nacional Potosí        | 22 | 5  | 8  | 9  | 24 | 29 | −5  | 23 |
| 11 | Sport Boys             | 22 | 5  | 3  | 14 | 24 | 42 | −18 | 18 |
| 12 | Universitario de Pando | 22 | 2  | 6  | 14 | 15 | 64 | −49 | 12 |

## Sammanlagd tabell
Segraren av Torneo Apertura respektive Clausura fick en varsin plats i Copa Libertadores 2016 tillsammans med det i övrigt bäst placerade laget i den sammanlagda tabellen. Eftersom Bolívar vann båda turneringarna, gick den andra och tredje platsen i Copa Libertadores till de två bäst placerade lagen i den sammanlagda tabellen. Bolívar kvalificerade sig även till Copa Sudamericana 2016 som det bäst placerade laget i den sammanlagda tabellen. De tre bästa lagen i den sammanlagda tabellen som inte kvalificerat sig för Copa Libertadores fick också en plats i Copa Sudamericana.
| Nr | Lag                    | S  | V  | O  | F  | GM | IM  | MS  | P  |
| -- | ---------------------- | -- | -- | -- | -- | -- | --- | --- | -- |
| 1  | Bolívar                | 44 | 28 | 8  | 8  | 96 | 45  | +51 | 92 |
| 2  | The Strongest          | 44 | 23 | 10 | 11 | 87 | 54  | +33 | 79 |
| 3  | Oriente Petrolero      | 44 | 22 | 10 | 12 | 72 | 43  | +29 | 76 |
| 4  | Jorge Wilstermann      | 44 | 19 | 16 | 9  | 53 | 40  | +13 | 73 |
| 5  | Blooming               | 44 | 17 | 15 | 12 | 61 | 52  | +9  | 66 |
| 6  | Real Potosí            | 44 | 18 | 9  | 17 | 53 | 51  | +2  | 63 |
| 7  | San José               | 44 | 18 | 7  | 19 | 67 | 62  | +5  | 61 |
| 8  | Petrolero              | 44 | 12 | 16 | 16 | 48 | 66  | −18 | 52 |
| 9  | Universitario de Sucre | 44 | 16 | 5  | 23 | 53 | 71  | −18 | 53 |
| 10 | Nacional Potosí        | 44 | 12 | 13 | 19 | 53 | 61  | −8  | 49 |
| 11 | Sport Boys             | 44 | 8  | 14 | 22 | 45 | 70  | −25 | 38 |
| 12 | Universitario de Pando | 44 | 5  | 9  | 30 | 33 | 106 | −73 | 24 |

## Nedflyttningstabell
| Pos | Lag                    | 2013/14 P | 2014/15 P | Totalt P | Totalt S | Snitt  |
| --- | ---------------------- | --------- | --------- | -------- | -------- | ------ |
| 1   | Bolívar                | 76        | 92        | 168      | 88       | 1.9091 |
| 2   | The Strongest          | 85        | 79        | 164      | 88       | 1.8636 |
| 3   | San José               | 80        | 61        | 141      | 88       | 1.6023 |
| 4   | Oriente Petrolero      | 58        | 76        | 134      | 88       | 1.5227 |
| 5   | Jorge Wilstermann      | 61        | 73        | 134      | 88       | 1.5227 |
| 6   | Real Potosí            | 67        | 63        | 130      | 88       | 1.4773 |
| 7   | Universitario de Sucre | 71        | 53        | 124      | 88       | 1.4091 |
| 8   | Blooming               | 43        | 63        | 106      | 88       | 1.2045 |
| 9   | Petrolero              | —         | 52        | 52       | 44       | 1.1818 |
| 10  | Nacional Potosí        | 52        | 49        | 101      | 88       | 1.1477 |
| 11  | Sport Boys             | 50        | 38        | 88       | 88       | 1      |
| 12  | Universitario de Pando | —         | 24        | 24       | 44       | 0.5455 |

### Nedflyttningskval
Ett ned-/uppflyttningskval spelades mellan det näst sista laget i den högsta bolivianska divisionen och det lag som kom tvåa i den näst högsta divisionen. Kvalet inleddes med två matcher, där vinnaren över två matcher fick spela i den högsta divisionen nästkommande säsong. I det fall vardera lag vann en match vardera, eller om de spelade oavgjort i två matcher, spelades en tredje omspelsmatch för att avgöra vinnarlaget. Atlético Bermejo vann den första matchen mot Sport Boys med 3-1, men Sport Boys vann den andra med 4-1. Detta innebar att en tredje match på neutral plan spelades, och denna vann Sport Boys med 2-0 och fick därmed spela i den högsta divisionen 2015/2016.
|                 | 31 maj 2015     | Atlético Bermejo                        | 3 – 1   | Sport Boys  | Estadio Fabián Tintilay |         |
| 15:00 UTC–04:00 | 15:00 UTC–04:00 | Yanez 47′ (str.) Mendez 52′ Martins 68′ | (0 – 1) | Gonzaga 30′ | Bermejo                 | Bermejo |
| 15:00 UTC–04:00 | 15:00 UTC–04:00 |                                         |         |             | Bermejo                 | Bermejo |
| 15:00 UTC–04:00 | 15:00 UTC–04:00 |                                         |         |             | Bermejo                 | Bermejo |

|                 | 4 juni 2015     | Sport Boys                                       | 4 – 1   | Atlético Bermejo | Estadio Samuel Vaca Jiménez |        |
| 15:30 UTC–04:00 | 15:30 UTC–04:00 | Fernández 16′ Castillo 46′ Gomez 63′ Gonzaga 71′ | (1 – 0) | Martins 83′      | Warnes                      | Warnes |
| 15:30 UTC–04:00 | 15:30 UTC–04:00 |                                                  |         |                  | Warnes                      | Warnes |
| 15:30 UTC–04:00 | 15:30 UTC–04:00 |                                                  |         |                  | Warnes                      | Warnes |

|                 | 7 juni 2015     | Atlético Bermejo | 0 – 2   | Sport Boys              | Estadio Félix Capriles |            |
| 15:30 UTC–04:00 | 15:30 UTC–04:00 |                  | (0 – 0) | Ovejero 83′ Pinto 90+2′ | Cochabamba             | Cochabamba |
| 15:30 UTC–04:00 | 15:30 UTC–04:00 |                  |         |                         | Cochabamba             | Cochabamba |
| 15:30 UTC–04:00 | 15:30 UTC–04:00 |                  |         |                         | Cochabamba             | Cochabamba |